# Адашево (Мордовия)
Ада́шево (м. Адаж) — село, административный центр Адашевского сельского поселения в Кадошкинском районе Мордовии.

## Название
Название-антропоним: имя Адаш стало основой фамилий Адашев, Адушев, Адушкин.

## География
Расположено на р. Иссе, в 13 км от районного центра и железнодорожной станции Кадошкино.

## История
В документах упоминается с 1643 г., когда кочевые племена захватили русскую деревню Паёвку, Адашево и другие поселения Темниковского уезда.
В «Списке населённых мест Пензенской губернии» (1869) Адашево (Никольское) — село казённое из 203 дворов Инсарского уезда.
По сведениям 1913 г., в селе было 479 дворов (3 291 чел.); земская школа, магазин, 2 пожарные машины, 3 ветряных и 1 водяная мельницы, 4 маслобойки и просодранки, шерсточесалка, 3 кузницы, 2 кирпичных сарая, 7 лавок.
В 1932 г. были созданы колхозы «Великий перелом» и «Ленинский путь» (председатель А. С. Душутин).
В 1996 г. на базе колхоза «Ленинский путь» был организован СХПК «Адашевский».

## Население
| 1913 | 2001 | 2002 | 2010 | 2012 | 2013 | 2014 |
| ---- | ---- | ---- | ---- | ---- | ---- | ---- |
| 3291 | ↘815 | ↘783 | ↘651 | ↘608 | ↘587 | ↘559 |
| 2015 | 2016 | 2017 | 2018 | 2019 | 2020 | 2021 |
| ↘528 | ↘494 | ↘471 | ↘453 | ↘435 | ↘423 | ↗508 |

Население — 815 чел. (2001), в основном мордва-мокша.

## Инфраструктура
Средняя школа, отделение связи, медпункт, Дом культуры, библиотека, 2 магазина, хлебопекарня.

## Русская православная церковь
Действующая Троицкая церковь (1864).

## Люди, связанные с селом
Родина Героя Советского Союза Г. Л. Евишева, матерей-героинь Р. А. Янгайкиной, учёных В. А. Писачкина, Ж. А. Конаковой и Ю. А. Мишанина, заслуженного ветерана труда и известного преподавателя русского языка и литературы В. И. Чадиной, писателя В. И. Мишаниной, генерал-майора авиации К. П. Казейкина, заслуженных работников образования, учителей Мордовии С. А. Казейкиной, М. И. Лемайкиной, А. З. Мишаниной Т.Ф. Кадейкиной

## Достопримечательности
Близ села — археологический памятник (могильник мордвы-мокши 17—18 вв.; исследовали П. Д. Степанов в 1940 г., М. С. Акимова в 1951 г.).

## Источник
- Энциклопедия Мордовия, А. М. Шаронов.